# Mirage (serie televisiva)
Mirage è una serie televisiva tedesca-franco-italiana, che ha debuttato su France 2 il 17 febbraio 2020. Vede come protagonisti Marie-Josée Croze e Clive Standen. La serie è una coproduzione internazionale tra France Télévisions, Rai e ZDF, parte del progetto TV Alleanza europea.

## Trama
Claire è una esperta di sicurezza informatica che ha perso il marito nel 2004 nello tsunami in Thailandia e il suo corpo non è mai stato ritrovato. Qualche anno dopo ottiene il lavoro che desiderava ad Abu Dhabi e ci si trasferisce con suo figlio e il suo nuovo compagno. Una sera vede in un riflesso la sagoma del suo ex marito, decide quindi di scoprire la verità.

## Episodi
| Stagione       | Episodi | Prima TV Francia | Prima TV Italia |
| -------------- | ------- | ---------------- | --------------- |
| Prima stagione | 6       | 2020             | 2021            |

## Personaggi e interpreti

### Principali
- Claire Kohler, interpretata da Marie-Josée Croze, doppiata da Selvaggia Quattrini.
- Gabriel Taylor, interpretato da Clive Standen, doppiato da Massimo De Ambrosis.
- Lukas Kohler, interpretato da Hannes Jaenicke, doppiato da Sergio Lucchetti.
- Jennifer, interpretata da Maxim Roy.
- Zack Kohler, interpretato da Thomas Chomel.
- Birgit Rubach, interpretata da Jeanette Hain.
- Doug Marsh, interpretato da Shawn Doyle, doppiato da Andrea Ward.
- Jeanne, interpretata da Philippine Leroy-Beaulieu, doppiata da Roberta Greganti.
- Thomas Grasset, interpretato da Grégory Fitoussi, doppiato da Fabrizio Russotto.

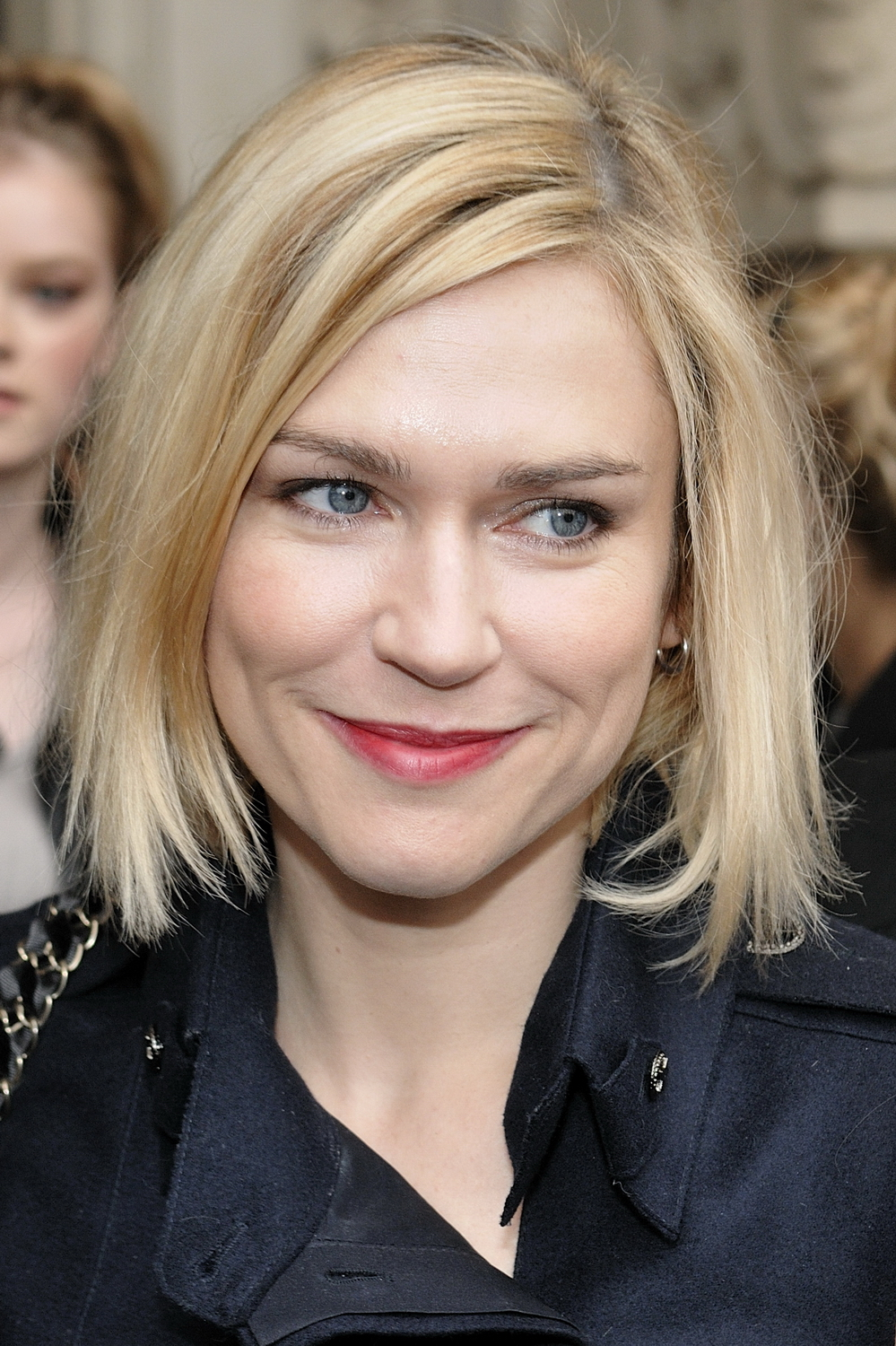
Marie-Josée Croze interpreta Claire Kohler
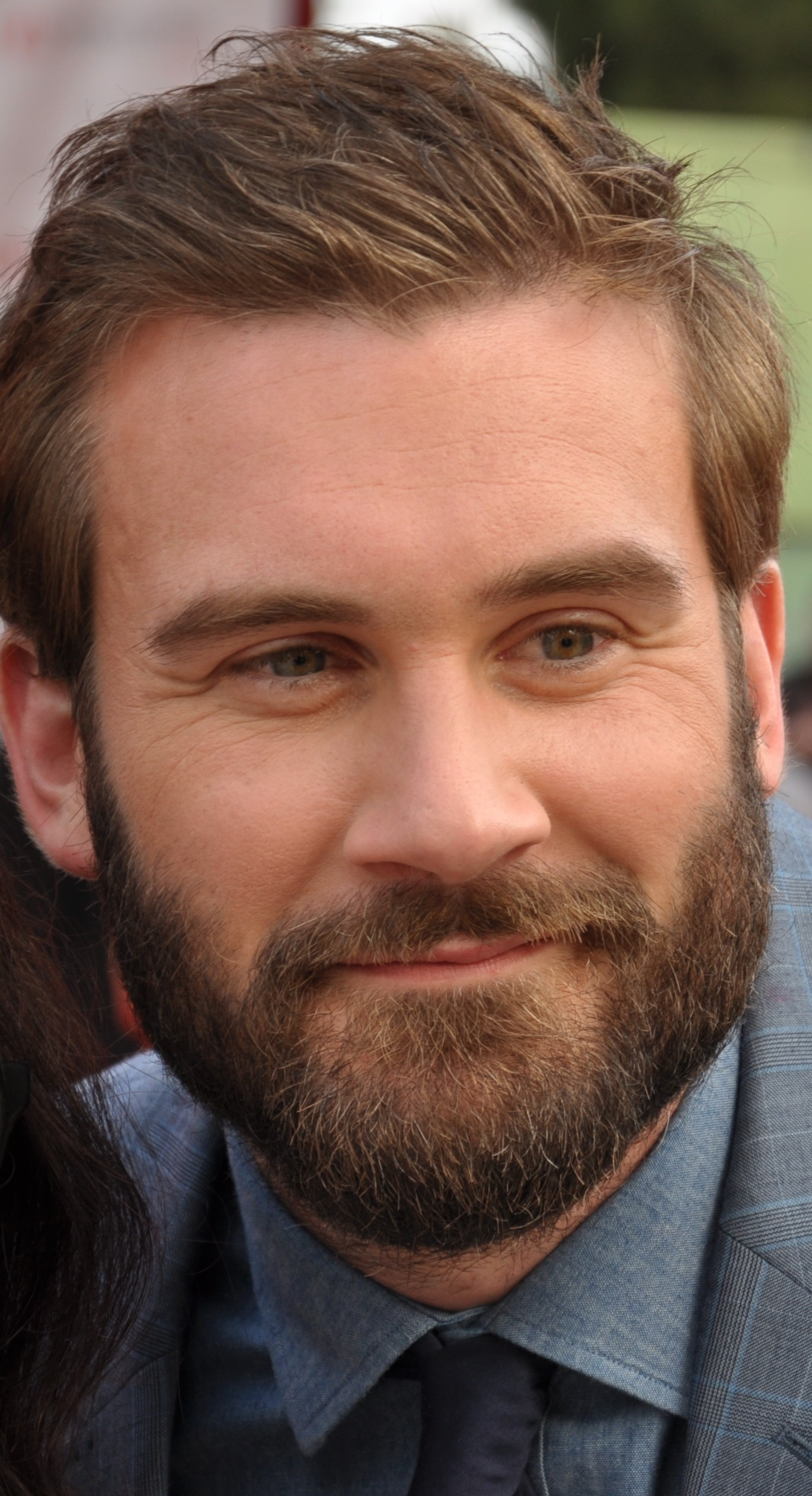
Clive Standen interpreta Gabriel Taylor
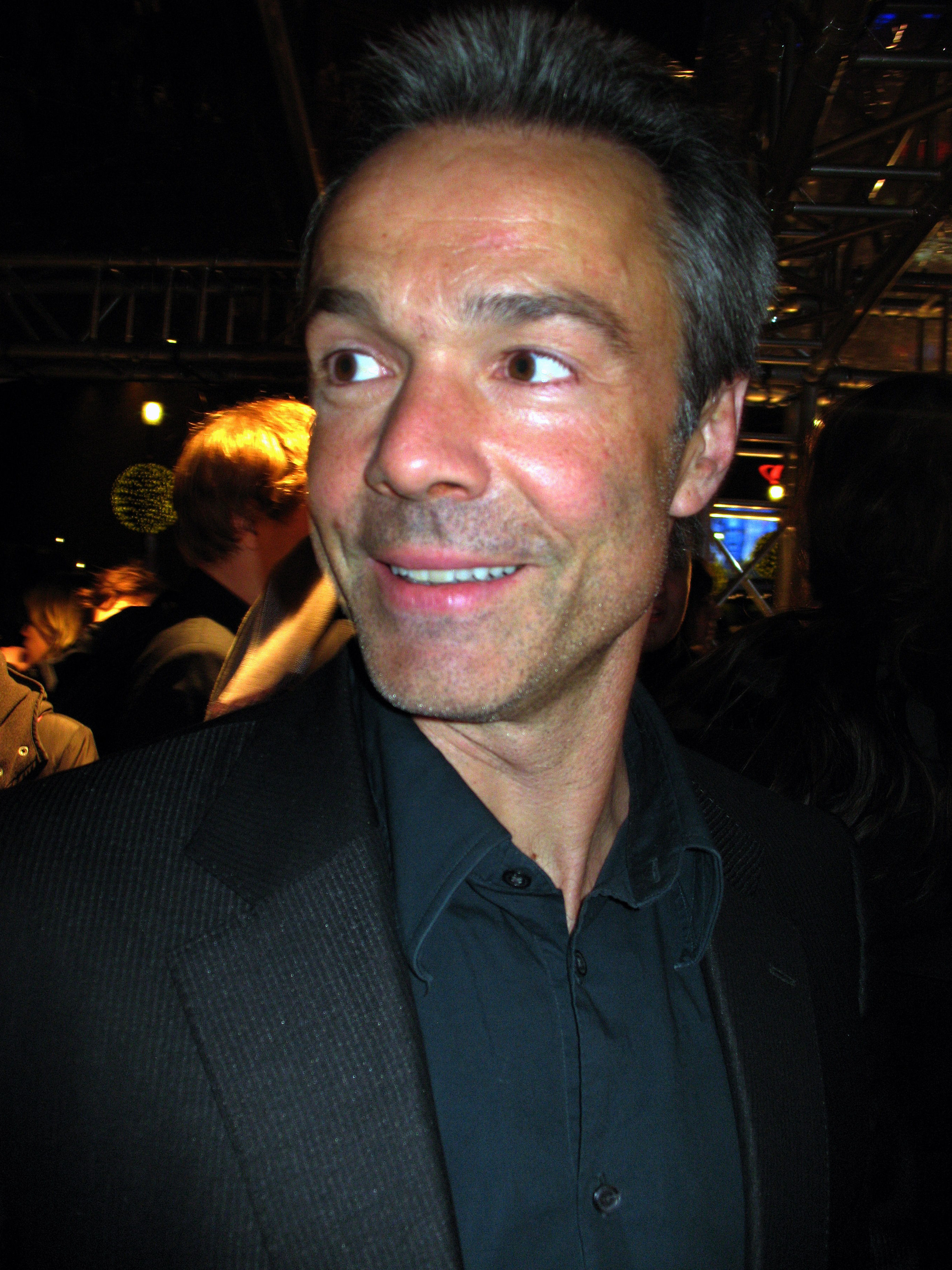
Hannes Jaenicke interpreta Lukas Kohler
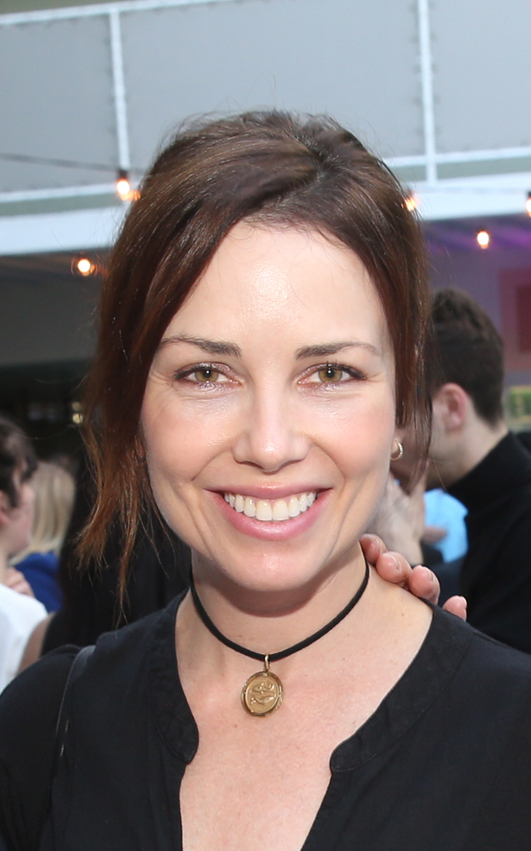
Maxim Roy interpreta Jennifer
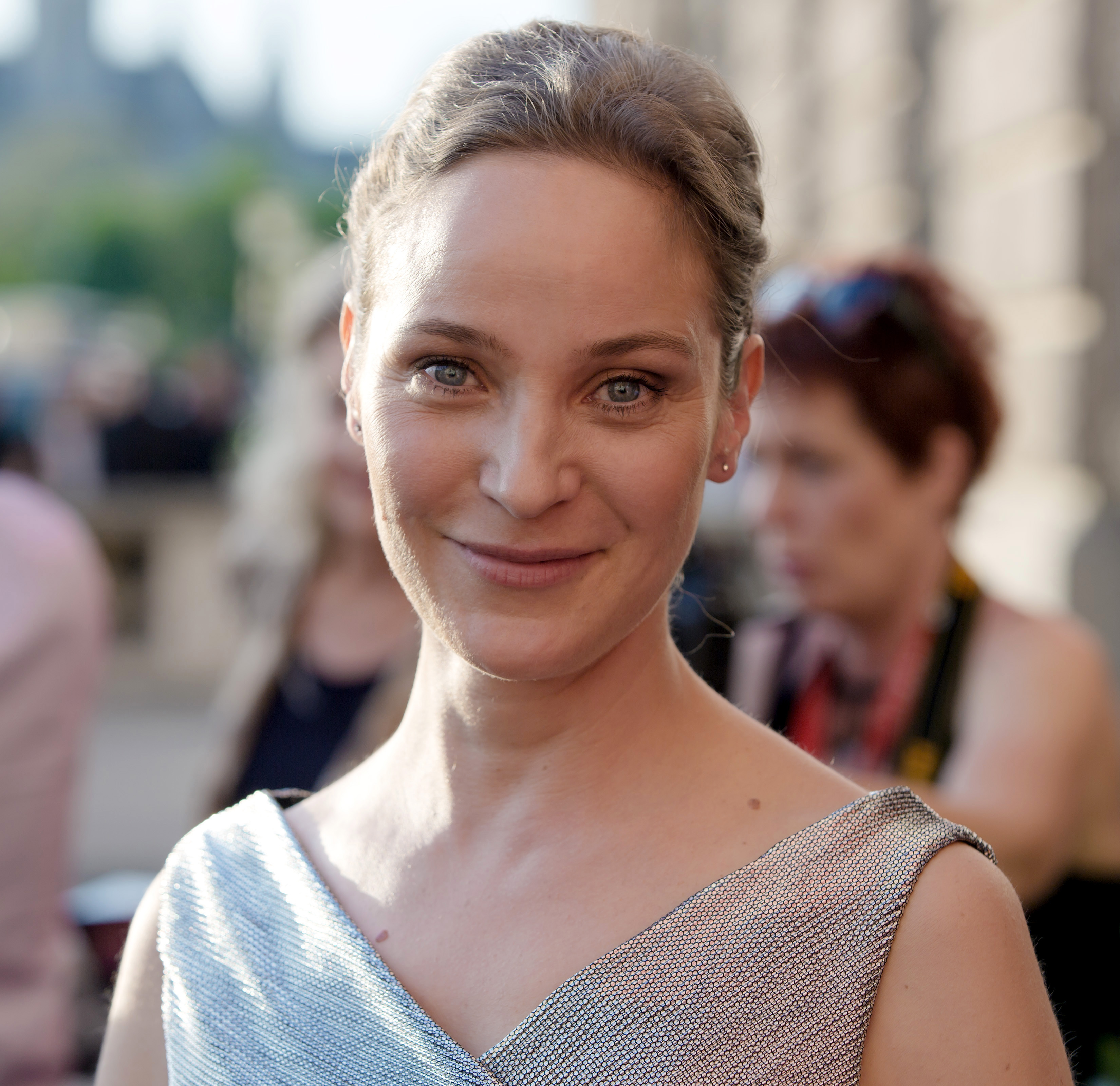
Jeanette Hain interpreta Birgit Rubach
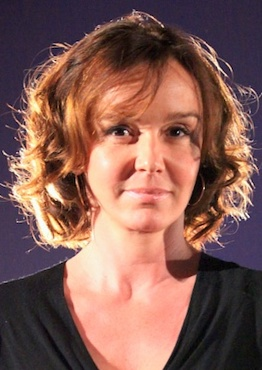
Philippine Leroy-Beaulieu interpreta Jeanne
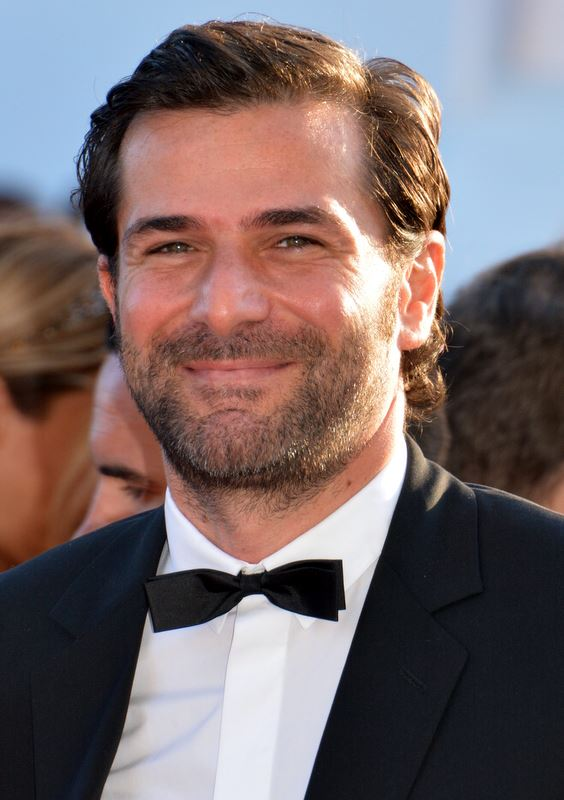
Grégory Fitoussi interpreta Thomas Grasset

### Ricorrenti
- Bassem Khamis, interpretato da Chadi Alhelou, doppiato da Stefano Billi.
- Steven, interpretato da Joren Seldeslachts.
- Greg, interpretato da Sacha Petronijevic.
- Salem, interpretato da Zak Robertson.
- Moza, interpretata da Razan Nassar.
- Eric, interpretato da Laurent Bateau.
- Elizabeth, interpretata da Agathe de La Boulaye.
- Ten. Al Kamali, interpretato da Fadi Abi Samra.
- Anna, interpretata da Anne-Renée Duhaime.
- Alex, interpretato da Peter Hudson.
- Vincent, interpretato da Marc Arnaud, doppiato da Federico di Pofi.
- Haya Khamis, interpretata da Kenza Mouahidi.
- Arthur, interpretato da Faycal Annan.
- Gary, interpretato da Sergej Onopko.

## Produzione
La serie è stata girata nel 2019 in Marocco e negli Emirati Arabi Uniti, in particolare ad Abu Dhabi.

## Distribuzione
In Francia, la serie è stata trasmessa dal 17 febbraio al 2 marzo 2020 su France 2. I diritti per la distribuzione a livello globale sono affidati a Cineflix Rights. In Canada ha debuttato su CraveTV, Super Écran e Super Channel l'8 marzo 2020 e in Germania su ZDF il 22 marzo 2020. In Italia è andata in onda su Sky Serie dal 18 agosto al 1º settembre 2021.